# Хечинашвили, Симон Николаевич
Симон (Семён) Николаевич Хечинашвили (1919—2010) — учёный-оториноларинголог, советский хозяйственный, государственный и политический деятель, академик Академии медицинских наук СССР (1980; член-корреспондент с 1961), академик Академии наук Грузии (1996).

## Биография
Родился в 1919 году.
В 1941 году — окончил Тбилисский медицинский институт.
С 1941 года — на хозяйственной, общественной и политической работе.
Член КПСС с 1947 года.
В 1941—1985 гг. — отоларинголог на кафедре оториноларингологии Тбилисского института усовершенствования врачей, одновременно в Институте физиологии АН Грузинской ССР, заведующий кафедрой оториноларингологии Тбилисского института усовершенствования врачей, доктор медицинских наук, профессор, заведующий проблемной лабораторией экспериментальной и клинической аудиологии того же института, ректор Тбилисского института усовершенствования врачей
Избирался депутатом Верховного Совета СССР 7-го и 8-го созывов.
Скончался 23 июня 2010 года, похоронен в Дидубийском пантеоне Тбилиси.

## Награды, премии, почётные звания
- Орден Чести (1996)
- Орден Ленина[1]
- Орден Октябрьской Революции[1]
- Орден Трудового Красного Знамени[1]
- Ленинская премия (1964)[1]
- Заслуженный деятель науки Грузинской ССР (1967)[1]
- Почётный гражданин Тбилиси (1986)
- Премия имени И. С. Бериташвили Академии наук Грузинской ССР (1984)

## Основные научные труды
- «Вестибулярная функция» (1953)
- «Вопросы теории и практики слуховосстановительной хирургии» (1963)
- «Вопросы аудиологии» (1978)
- «Слуховые вызванные потенциалы человека» (1983; совм. с З. Ш. Кеванишвили)